# Cetkovice
Cetkovice (in tedesco Zetkowitz) è un comune della Repubblica Ceca facente parte del distretto di Blansko, in Moravia Meridionale.